# Стела «Город воинской славы» (Волоколамск)
Па́мятник-сте́ла «Го́род во́инской сла́вы» был открыт 20 декабря 2014 года у пересечения улиц Сергачева и Ново-Солдатской в Волоколамске. Стела установлена в память о присвоении Волоколамску почётного звания «Город воинской славы».

## История
На протяжении многовековой истории России город Волоколамск являлся форпостом Москвы на северо-западе, не раз выступал надёжным щитом, заслоняя столицу от врагов, что нашло отражение в городской символике: основным элементом герба Волоколамска, впервые утверждённого в 1781 году императрицей Екатериной II, стали укрепления — шанцы, изображённые в знак того, что город дал храбрый отпор осаждавшему его польскому королю Сигизмунду III. 
В годы Великой Отечественной войны волоколамское направление, на котором велись упорные бои, было одним из важнейших в период битвы за Москву. В городе располагался штаб 16-й армии во главе с К. К. Рокоссовским. Свыше 14 тысяч волоколамцев стали участниками войны, в том числе 16 удостоены ордена Славы, а 14 звания Героя Советского Союза. 7227 воинов не вернулись домой. Партизаны Волоколамского района оказывали большую помощь советским войскам в борьбе с гитлеровской армией. 
Указом Президиума Верховного Совета СССР от 7 мая 1985 года за мужество и стойкость, проявленные трудящимися города в годы Великой Отечественной войны, и за успехи, достигнутые в хозяйственном и культурном строительстве, Волоколамск награждён Орденом Отечественной войны I степени. А постановлением Правительства Московской области от 22 апреля 2005 года №264/16 за мужество и стойкость, проявленные жителями и защитниками города в битве под Москвой в 1941 году и в разгроме немецко-фашистских захватчиков, город награждён почётным знаком Правительства Московской области «Штандарт Славы».
После введения в 2006 году почётного звания «Город воинской славы» ветеранская организация Волоколамска выступила с инициативой о присвоении городу этого высокого знака отличия, поддержанной городскими и областными органами власти, и Указом президента Российской Федерации от 25 марта 2010 года № 338 почётное звание было присвоено.  4 мая 2010 года в Екатерининском зале Московского Кремля состоялась церемония вручения грамот о присвоении высокого звания городам, в числе которых был Волоколамск. 
В соответствии с Указом президента РФ от 1 декабря 2006 года № 1340, в каждом городе, удостоенном этого высокого звания, устанавливается стела, посвящённая этому событию. После обсуждения возможных мест размещения памятника было принято решение соорудить мемориал на излучине улиц Ново-Солдатской и Сергачева в центральной части города. Именно отсюда в годы Великой Отечественной войны горожане уходили на защиту родного города, родной страны. Договор с генеральным подрядчиком был подписан в конце сентября 2014 года, а уже 20 декабря 2014 года, в День освобождения Волоколамска от немецко-фашистских захватчиков, несколько тысяч человек собралось на торжественное открытие памятника. В праздничном мероприятии приняли участие военнослужащие, представители органов власти и общественных организаций, а одним из главных гостей торжества стал участник боёв за освобождение Волоколамска, почётный гражданин Волоколамского района Николай Шляпников. Торжественная церемония завершилась праздничным концертом в районном Центре культуры и творчества «Родники». 
30 января 2013 года Почта России выпустила почтовую марку, а 17 октября 2013 года Центральным банком России в обращение была выпущена памятная монета «Город воинской славы Волоколамск» номиналом 10 рублей. Ещё одним символом стал Меч Победы, вручённый Волоколамску, как и другим городам воинской славы, 9 июня 2022 года в зале Славы Музея Победы в парке Победы на Поклонной горе в Москве. Изготовленный в Златоусте меч покрыт золотом высшей 999,9 пробы и инкрустирован уральскими самоцветами — гранатами, символизирующими пролитую кровь, и голубыми топазами, которые считаются символом мира. Длина мечей составляет 1,2 метра, вес — более пяти килограммов. На клинке, украшенном растительным орнаментом, высечены знаменитые слова князя Александра Невского: «Кто с мечом к нам придет, тот от меча и погибнет». Ранее, в апреле 2015 года, аналогичные Мечи Победы были переданы на вечное хранение городам-героям.
Площадь со стелой стала местом проведения праздничных мероприятия, в частности, посвящённых Дню города (каждое последнее воскресенье июля), Дню защитника Отечества и Дню Победы. 

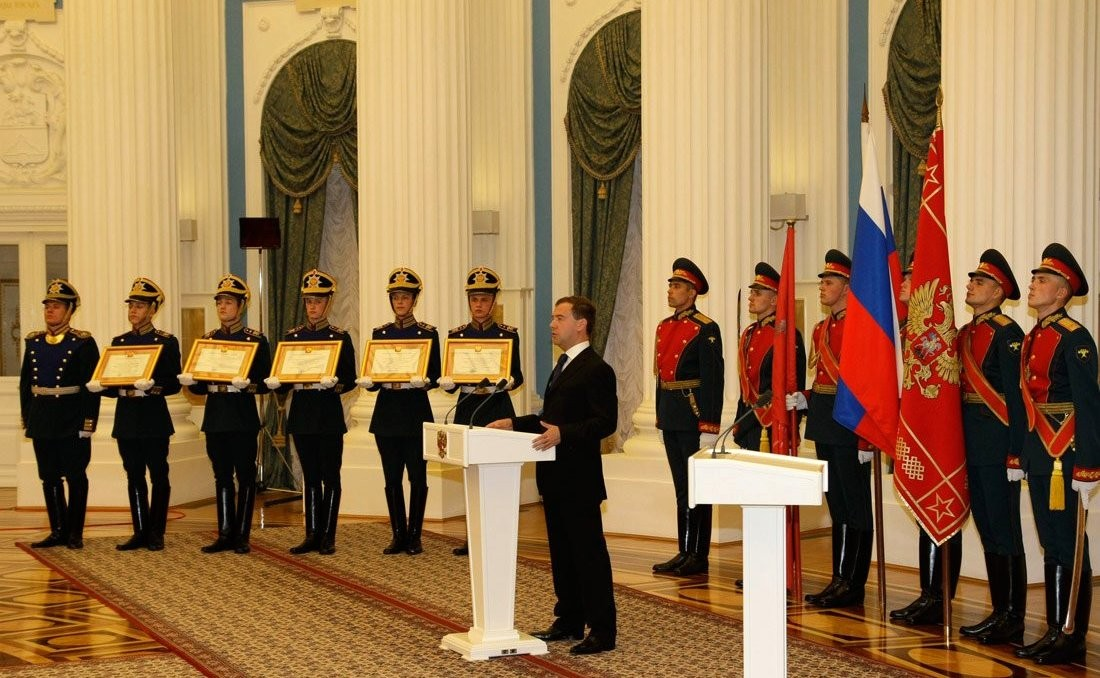
Церемония вручения грамот о присвоении почётных званий городам
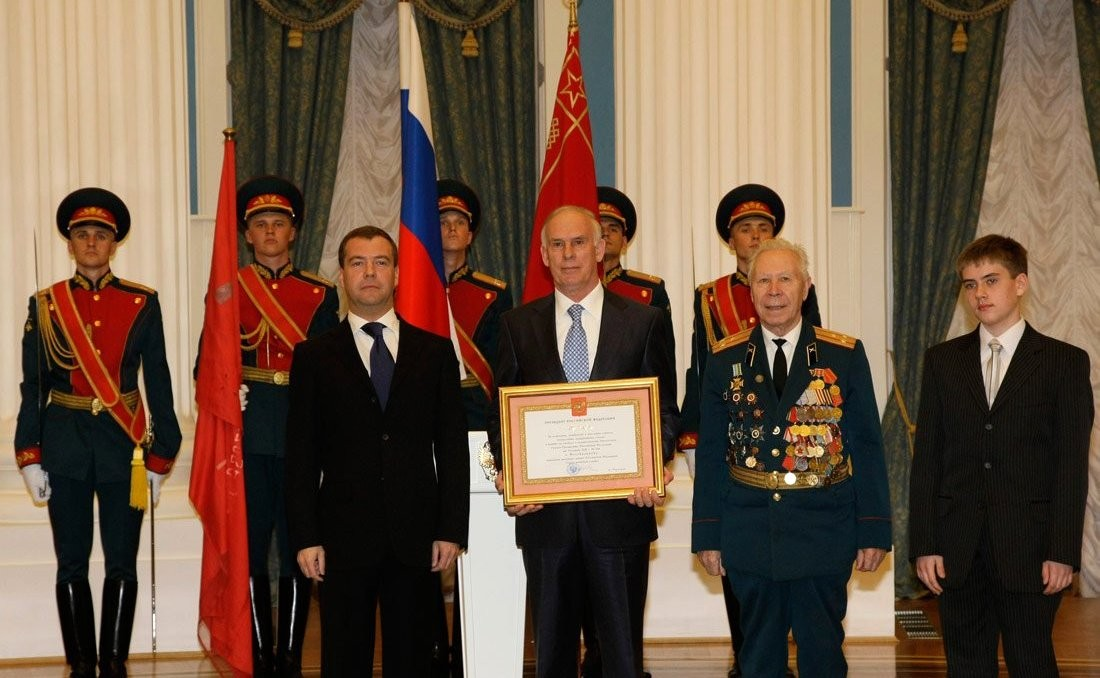
Вручение Д. А. Медведевым представителям Волоколамска грамоты о присвоении звания
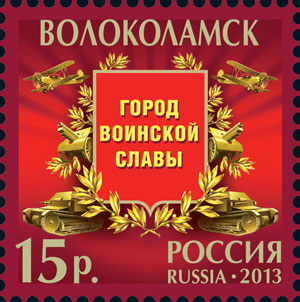
Памятная марка, посвящённая городу воинской славы
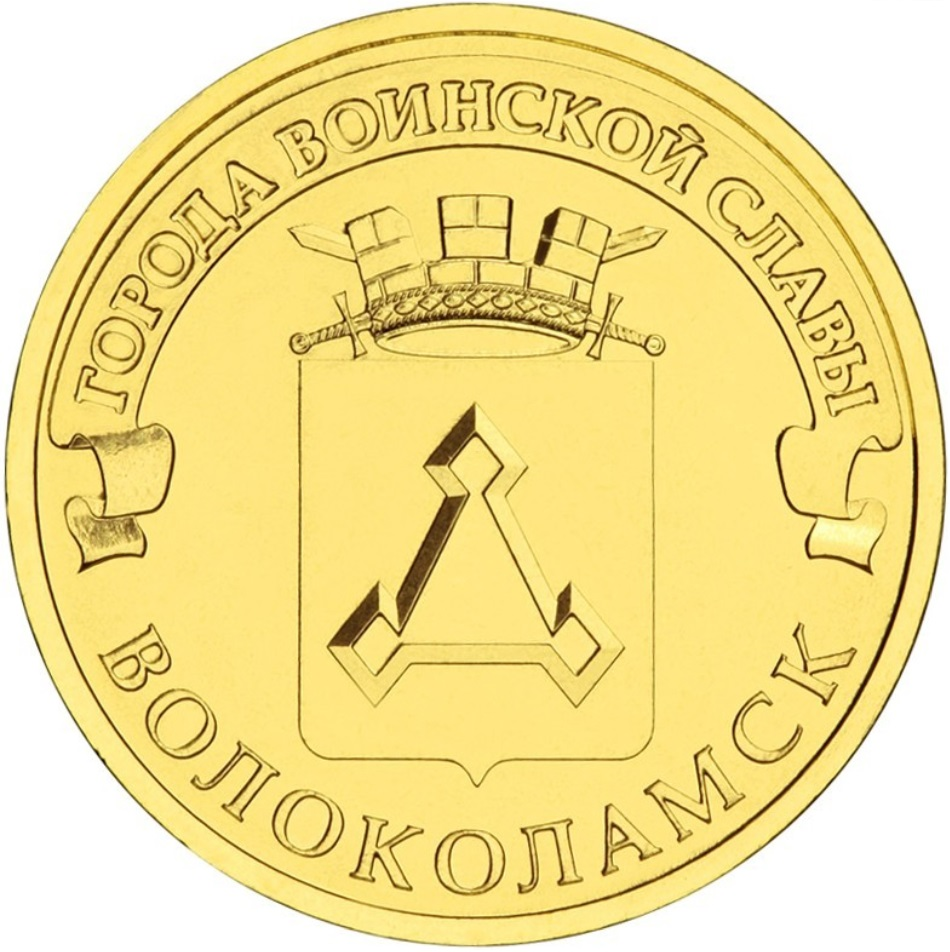
Изображение герба города воинской славы на монете

## Описание и изображения
Архитектурно-скульптурное решение памятной стелы «Город воинской славы» утверждено Российским организационным комитетом «Победа» по результатам открытого всероссийского конкурса, в котором в 2008 году победил проект авторского коллектива в составе: заслуженный архитектор России И. Н. Воскресенский, Г. А. Ишкильдина, В. В. Перфильев, народный художник России С. А. Щербаков. 
Символ мужества и воинской славы представляет собой полированную гранитную колонну дорического ордера высотой 11 метров (с бронзовыми капителью и базой). Наверху колонны — бронзовый государственный герб России, на постаменте над изображением Ордена Отечественной войны I степени в бронзовом картуше располагается текст Указа Президента РФ о присвоении почётного звания, а на оборотной стороне — бронзовый герб Волоколамска. Колонну возвели на высокий пьедестал (стелы подобного типа есть также в Анапе, Архангельске, Ломоносове, Малоярославце и Петропавловске-Камчатском). Стелу окружают четыре пилона с барельефами, в хронологической последовательности рассказывающими о героическом прошлом Волоколамска — от самого основания города в 1135 году до наших дней. Первоначально предполагалось изображение 20 исторических тем, но позднее их количество было уменьшено до 12.

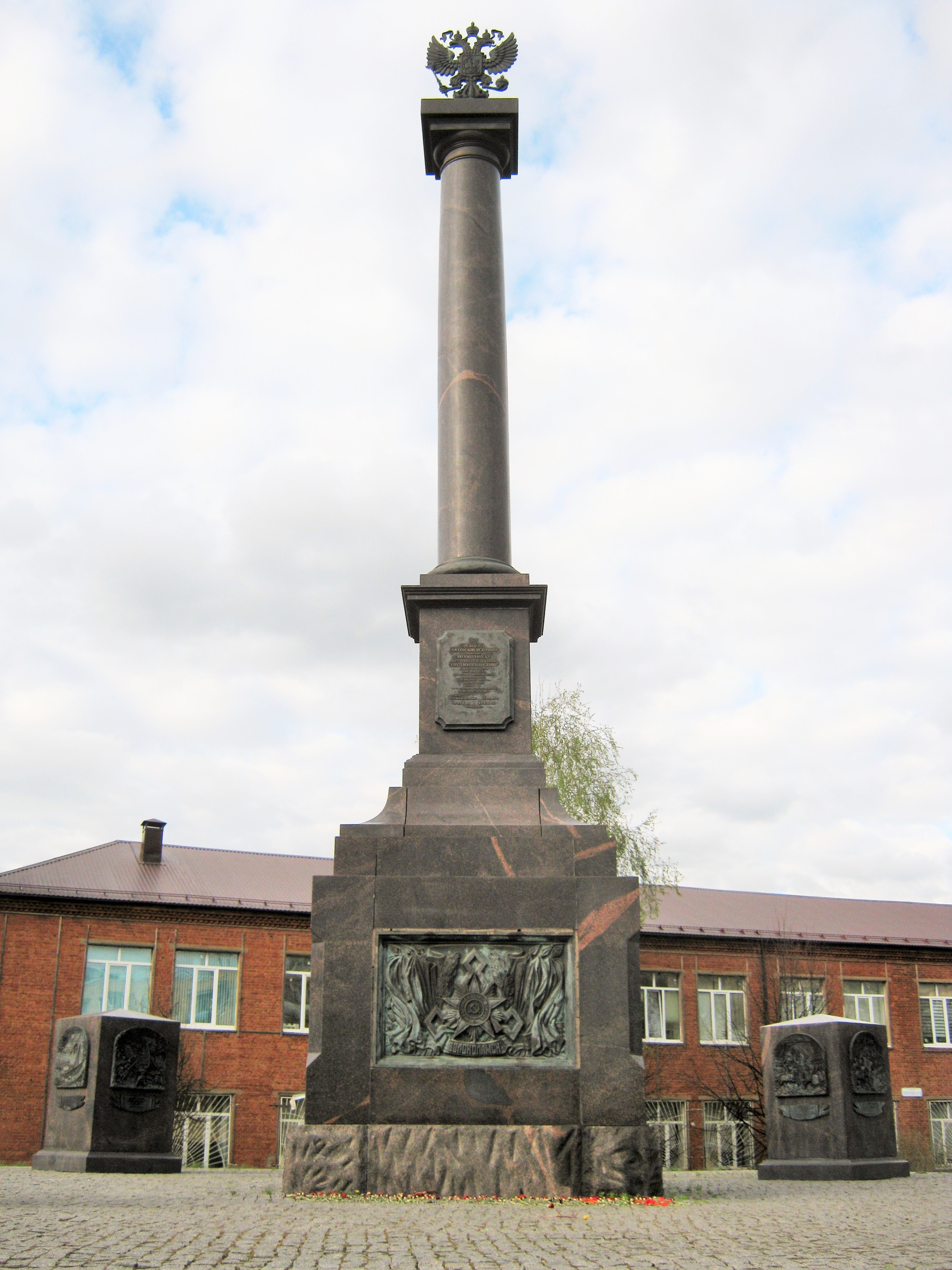
Общий вид
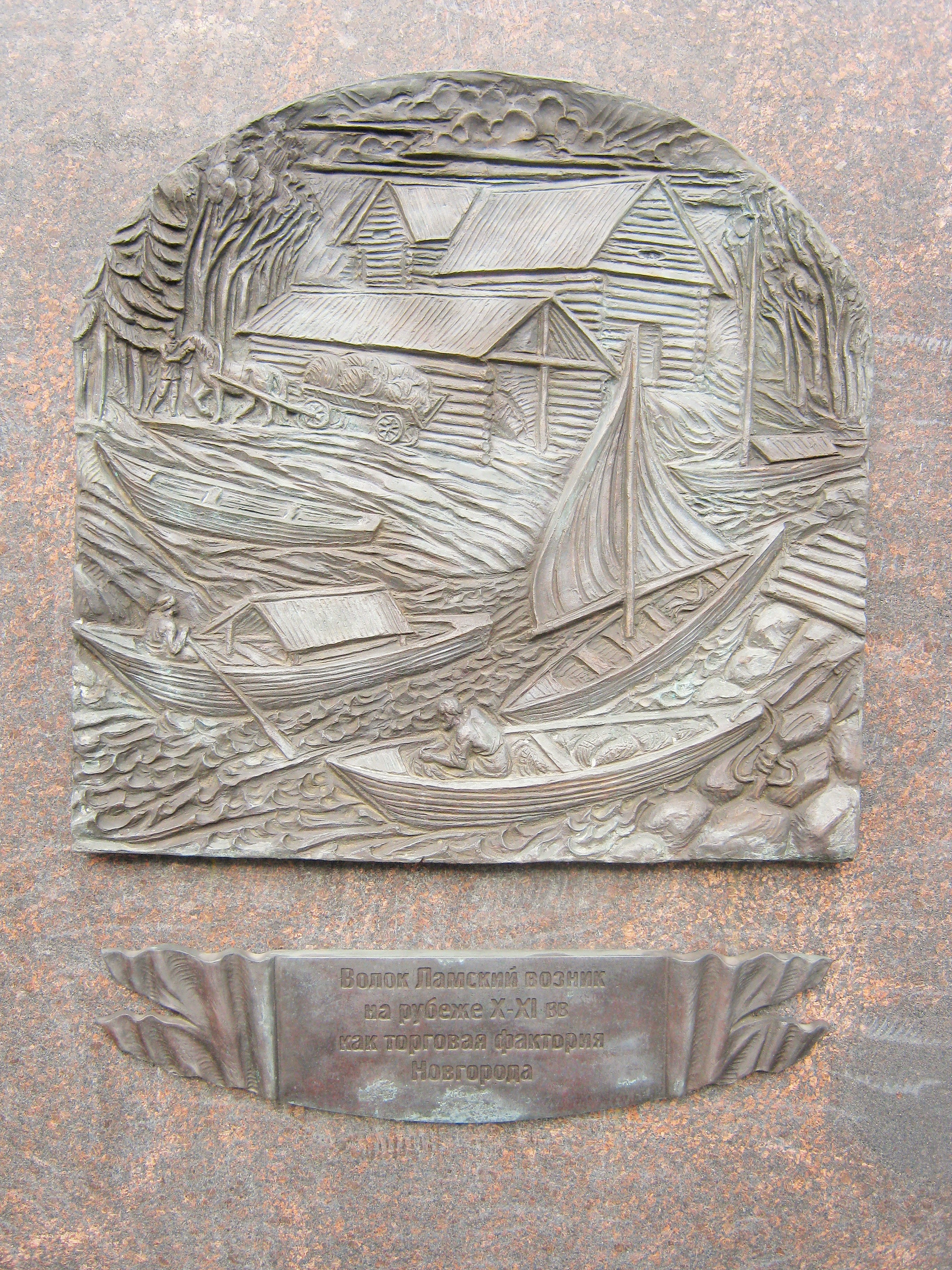
X-XI век — возникновение города
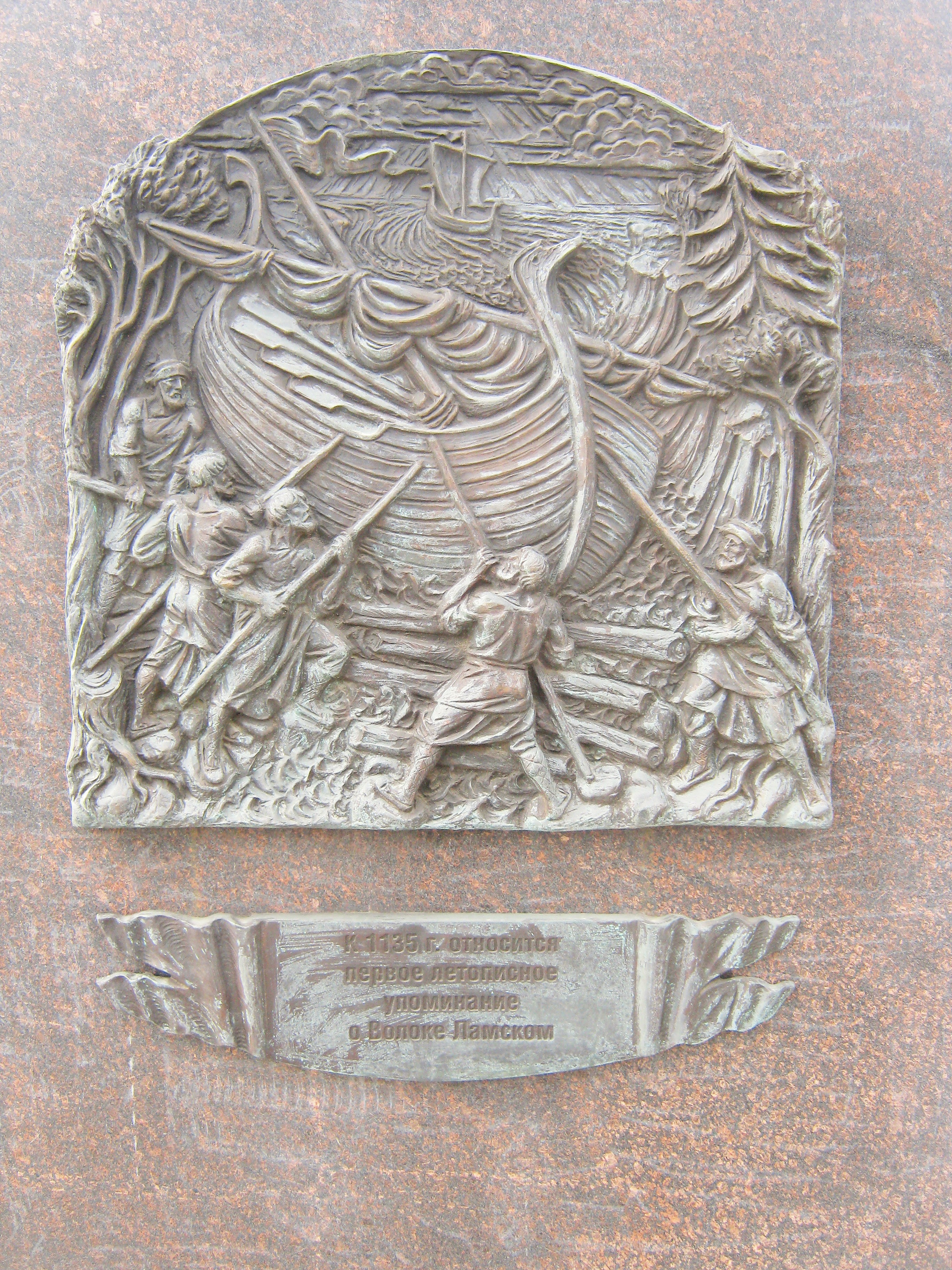
1135 год — первое летописное упоминание города
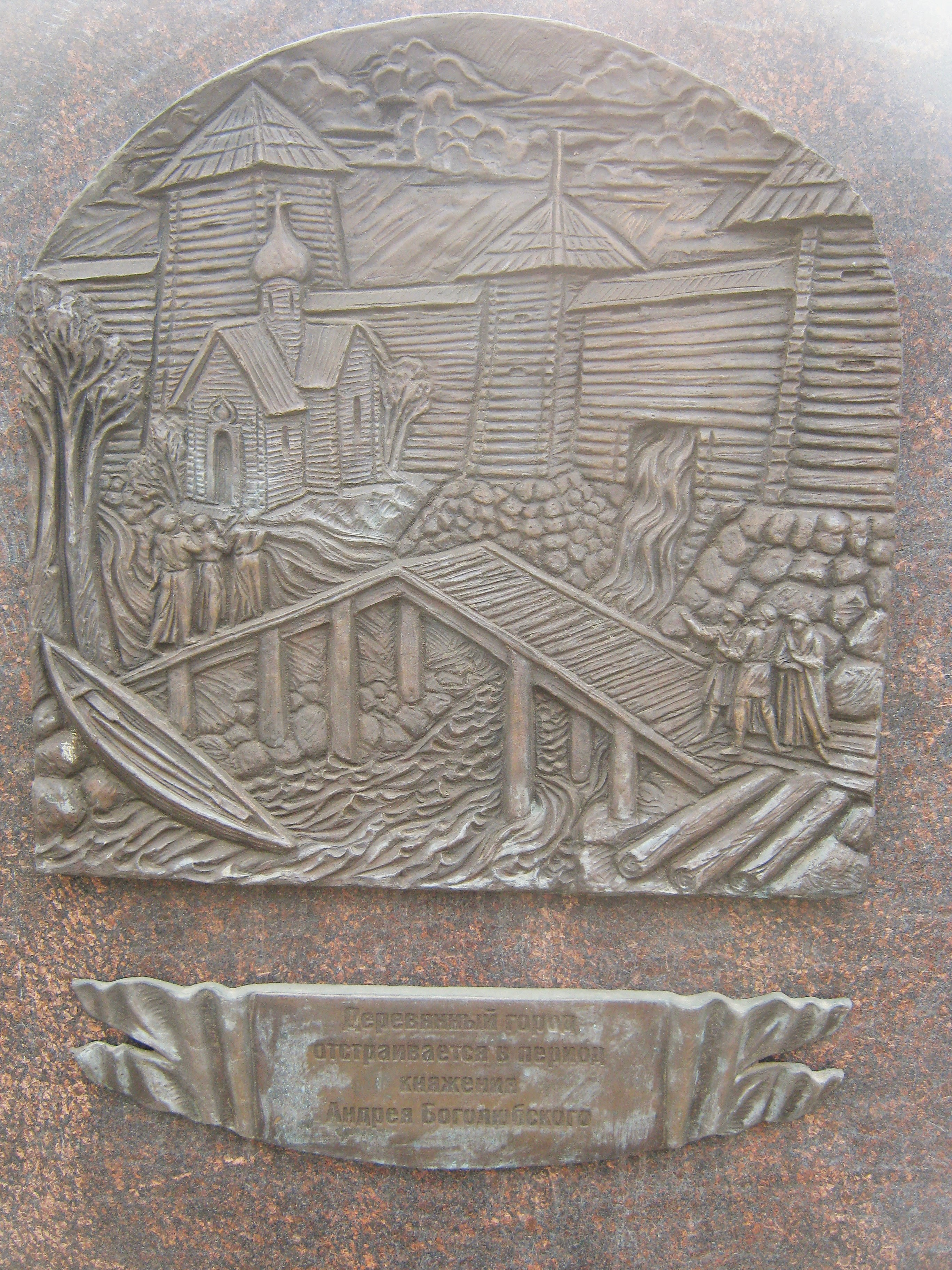
Строительство деревянного кремля при князе Андрее Боголюбском
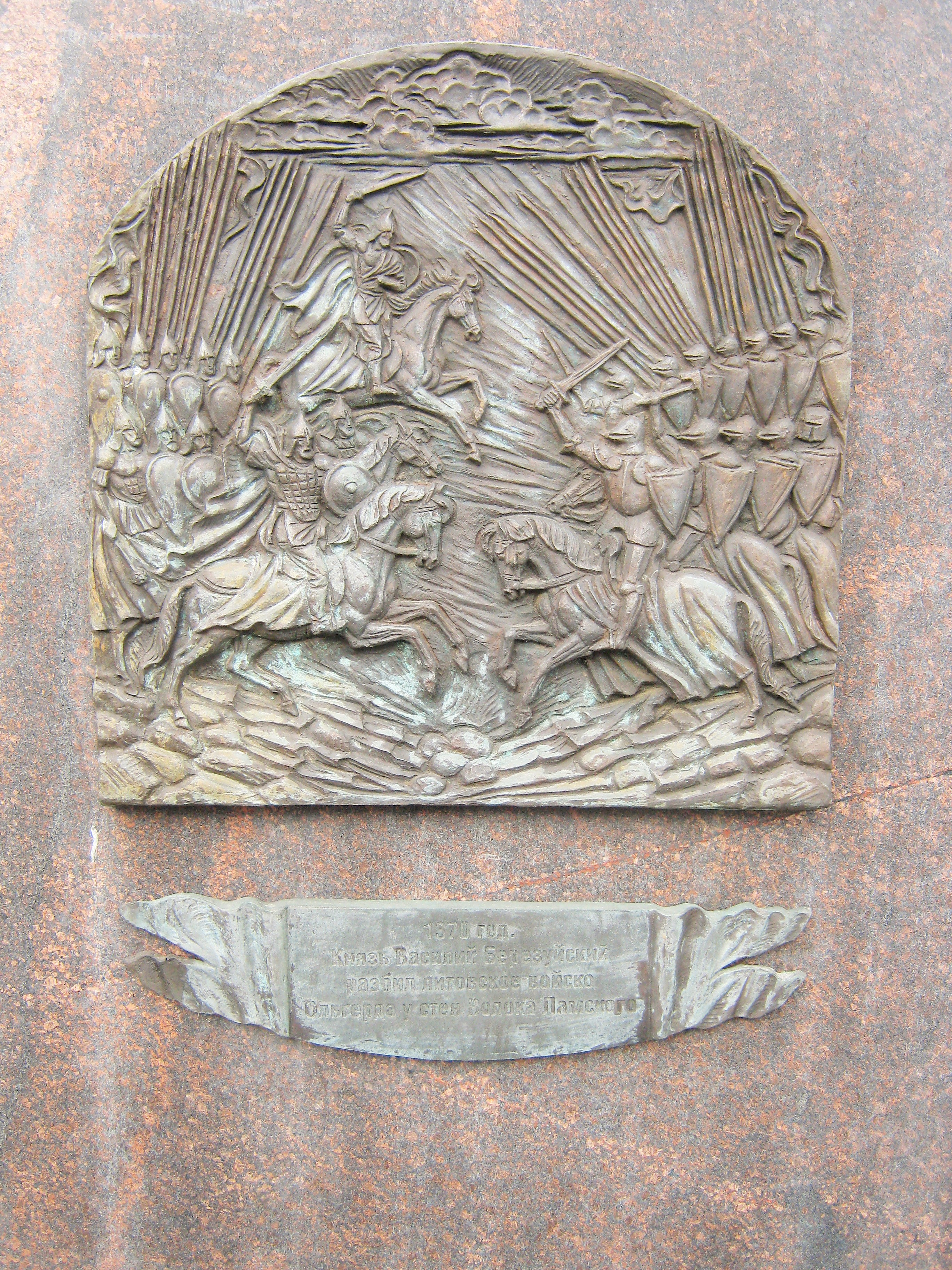
Разгром литовского войска Ольгерда в 1370 году
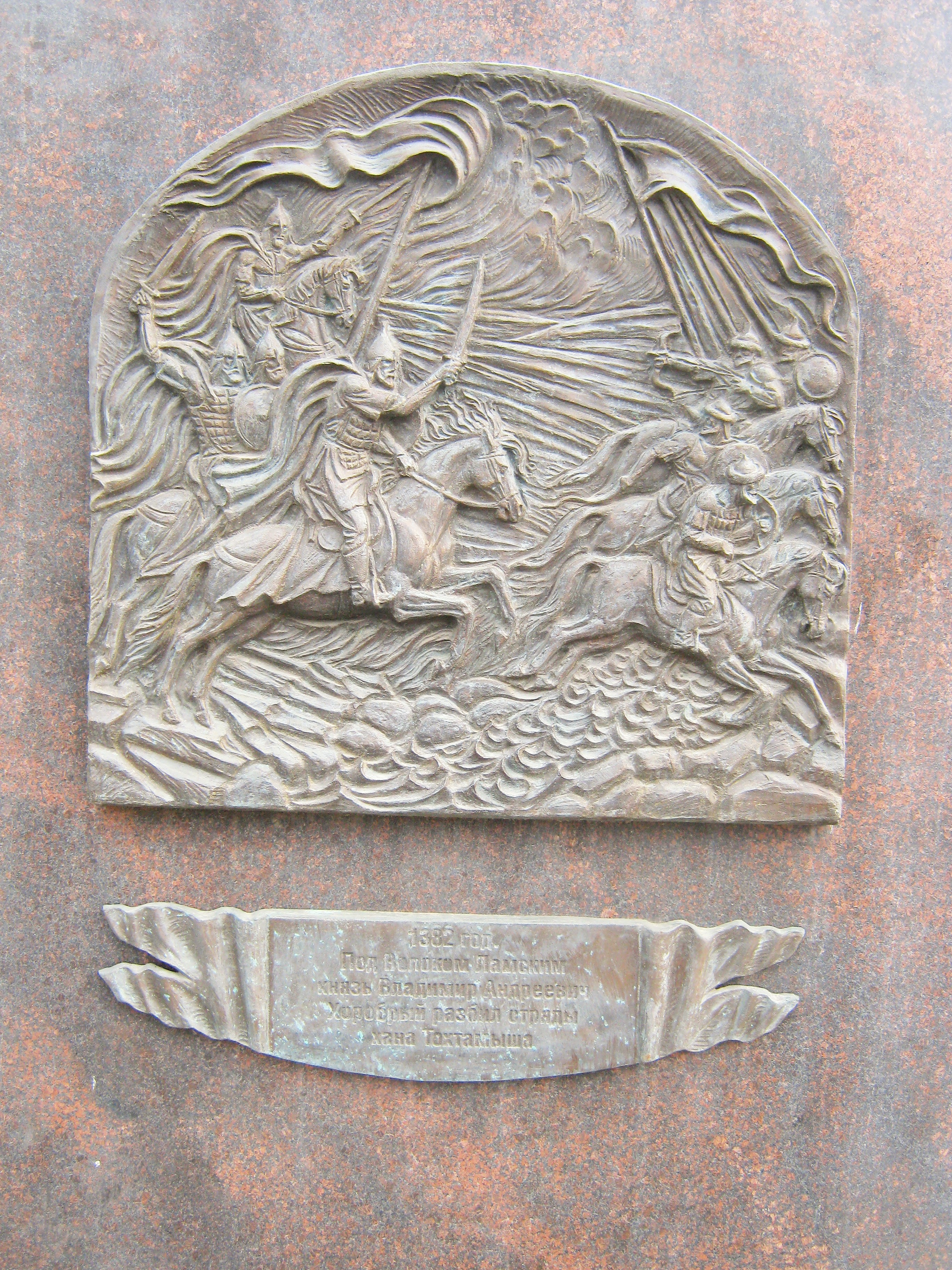
Разгром войска хана Тохтамыша в 1382 году
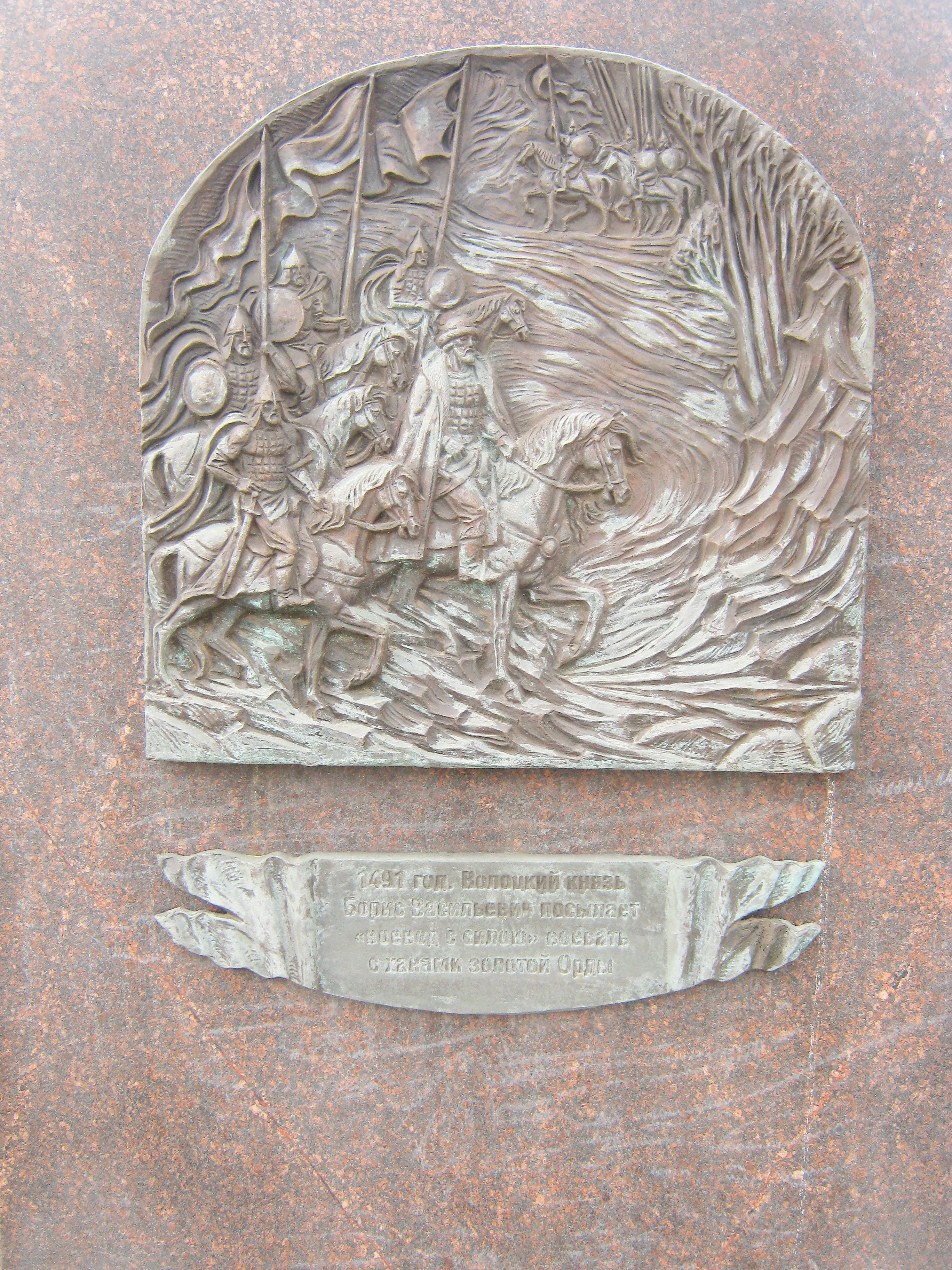
Защита от Золотой Орды в 1491 году
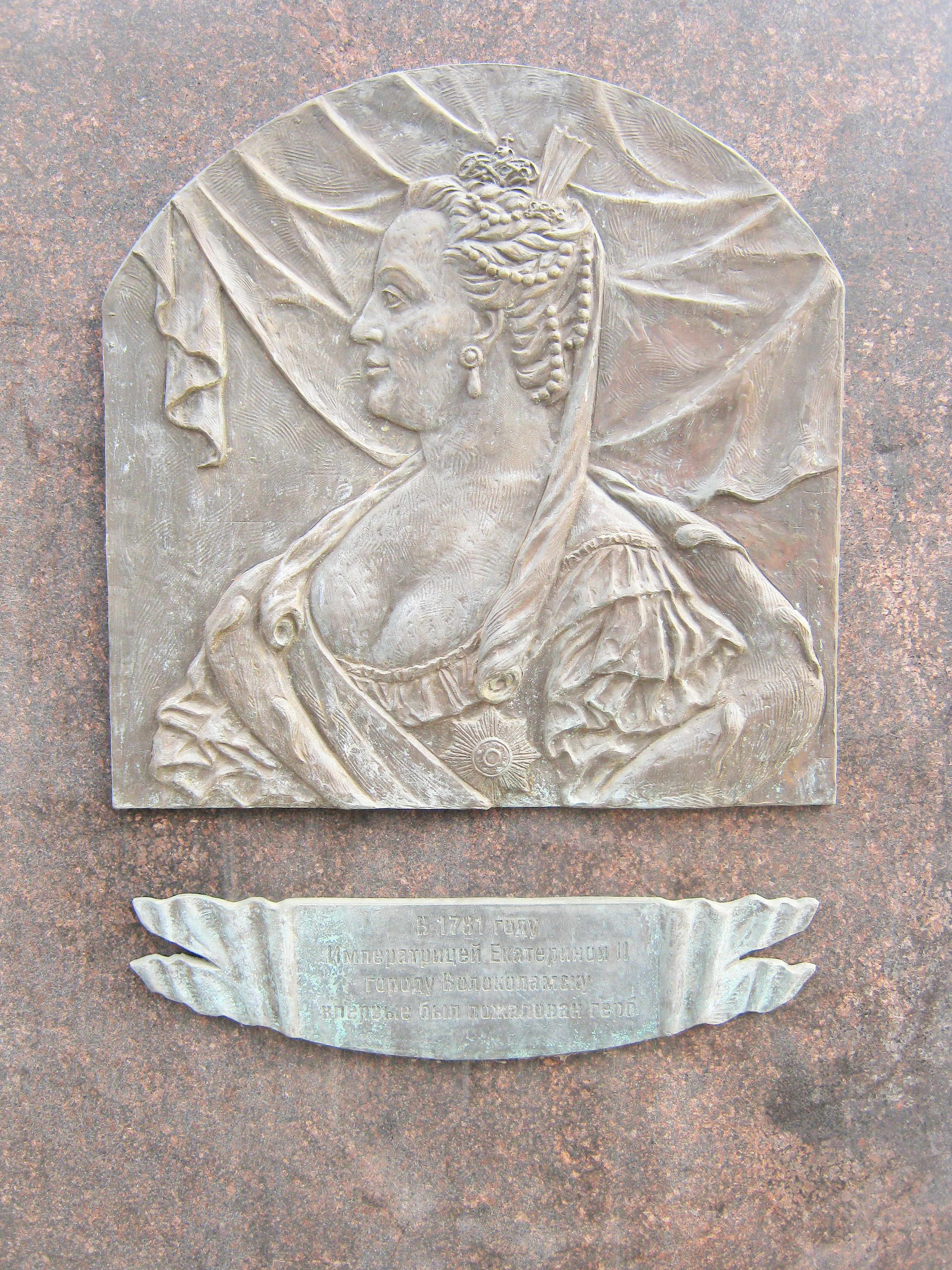
Пожалование городского герба Екатериной II в 1781 году
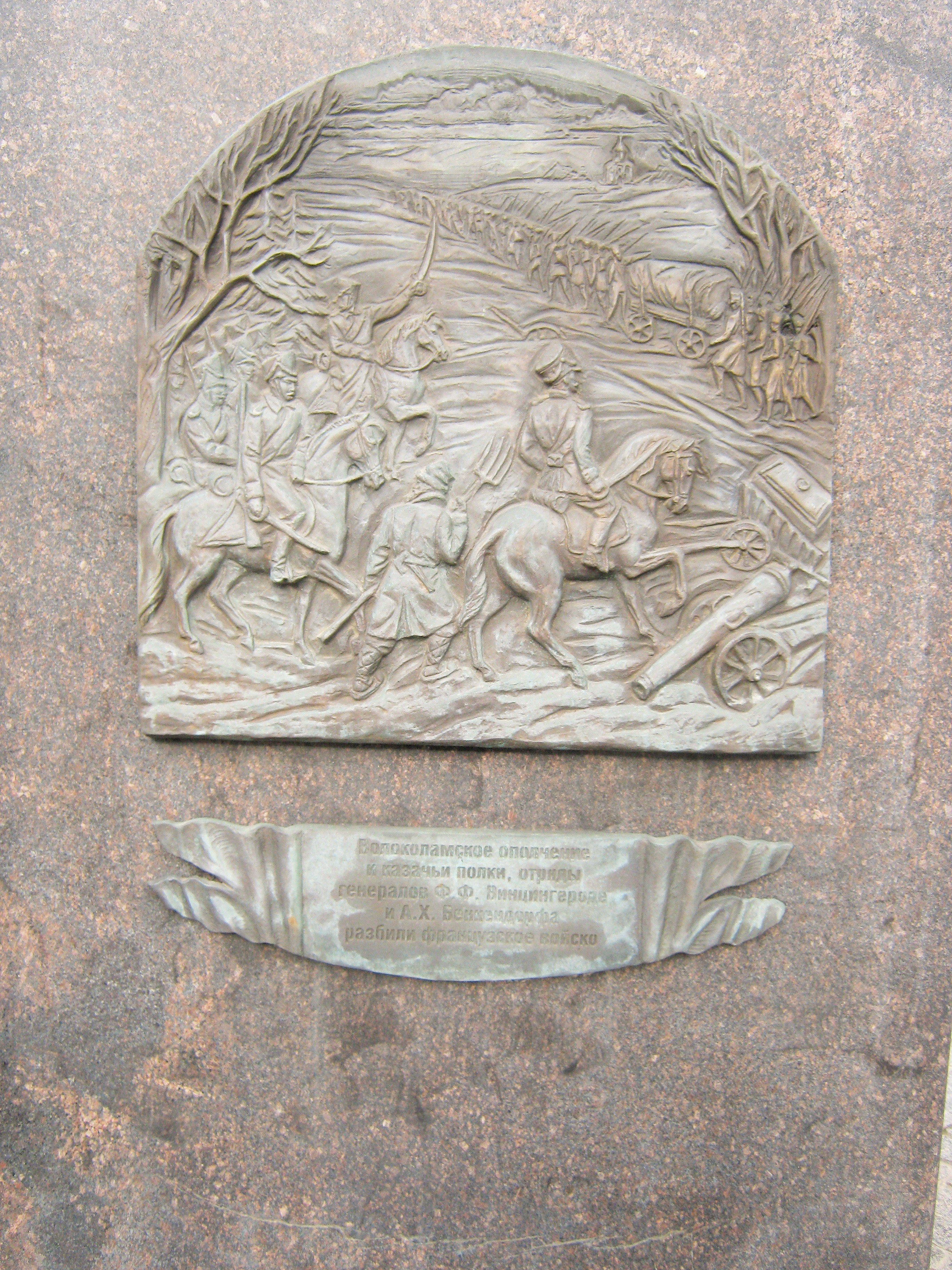
Волоколамское ополчение в Отечественную войну 1812 года
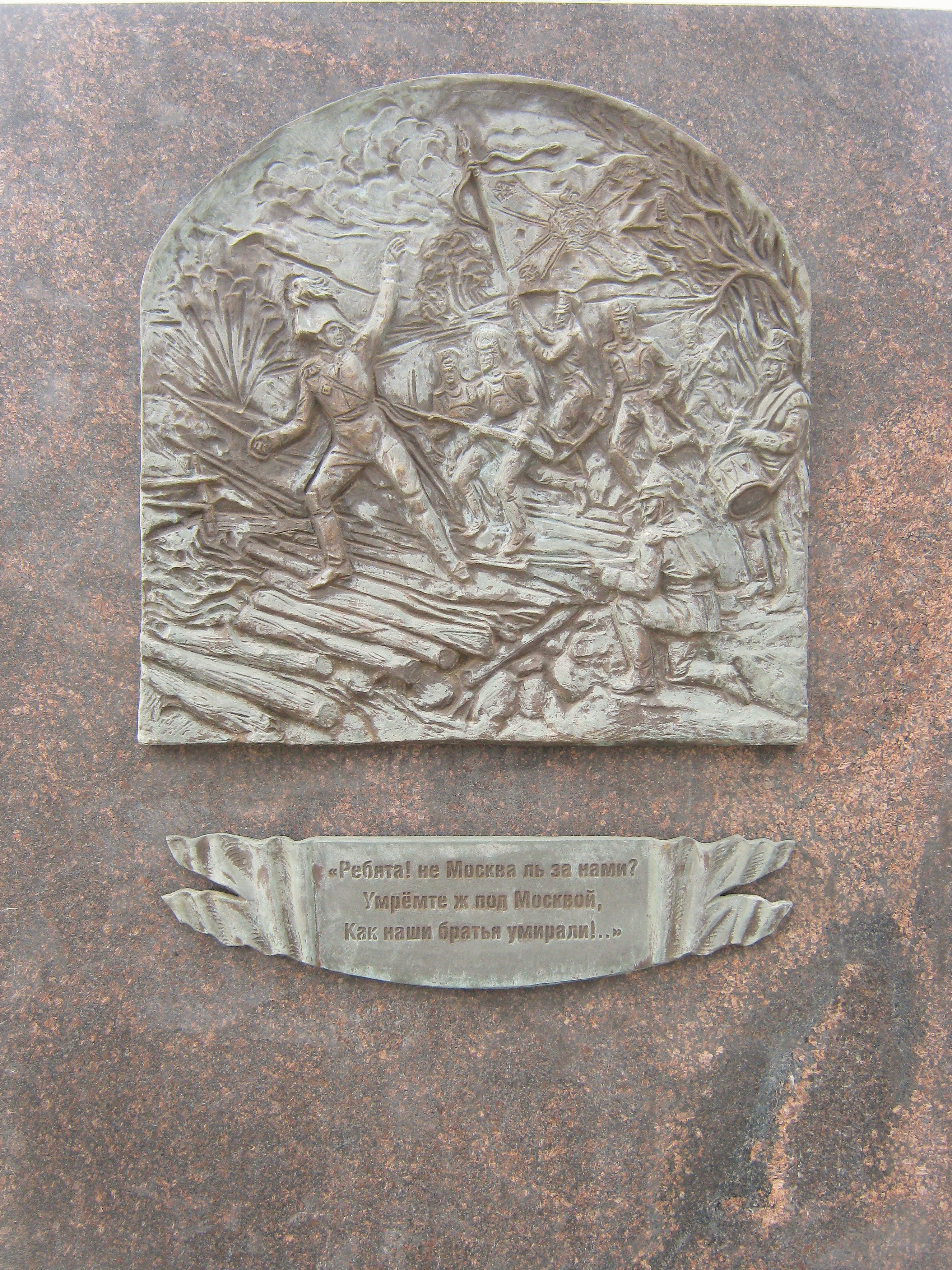
Защита Москвы в Отечественную войну 1812 года
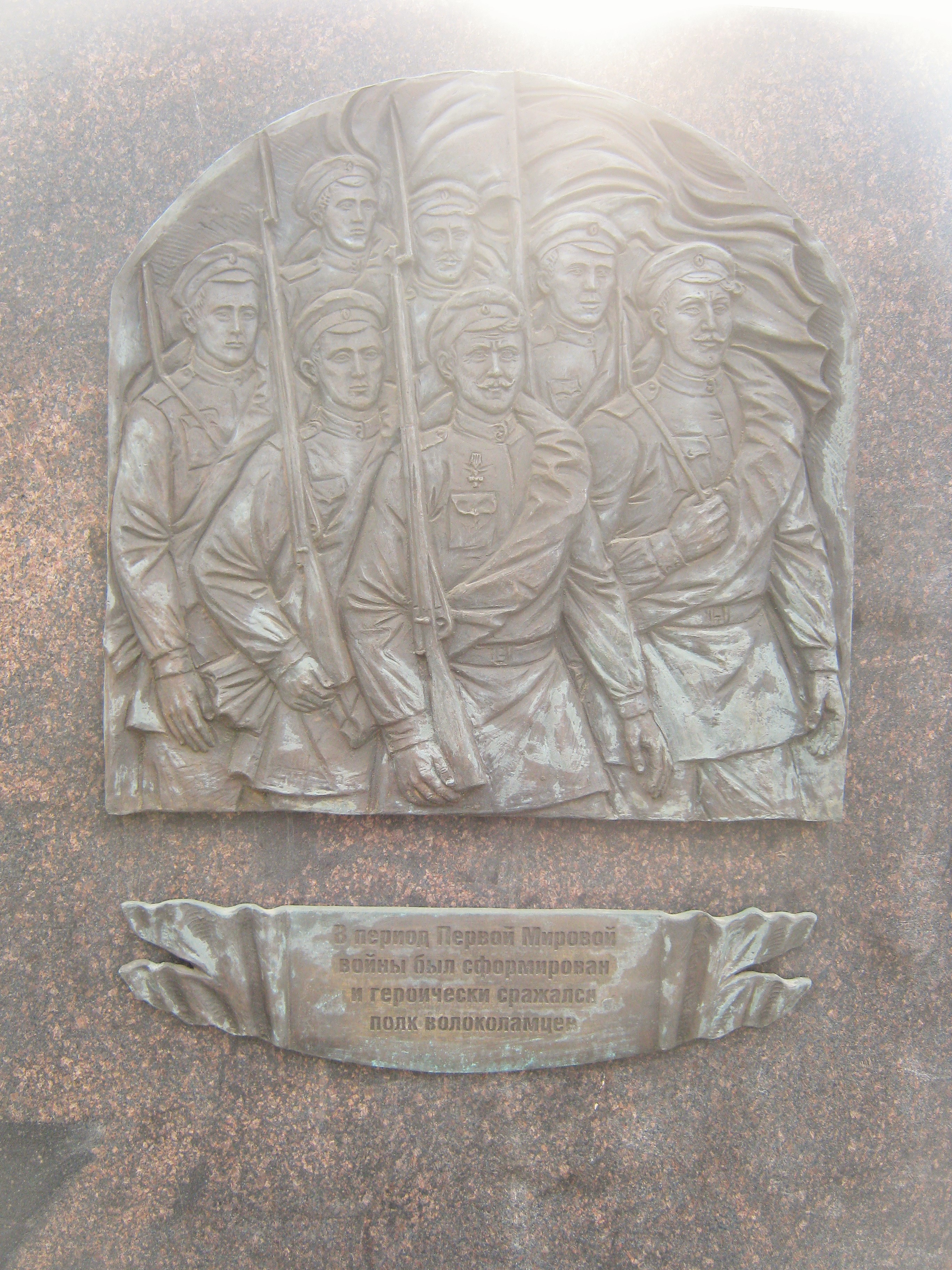
Полк волоколамцев в Первую мировую войну
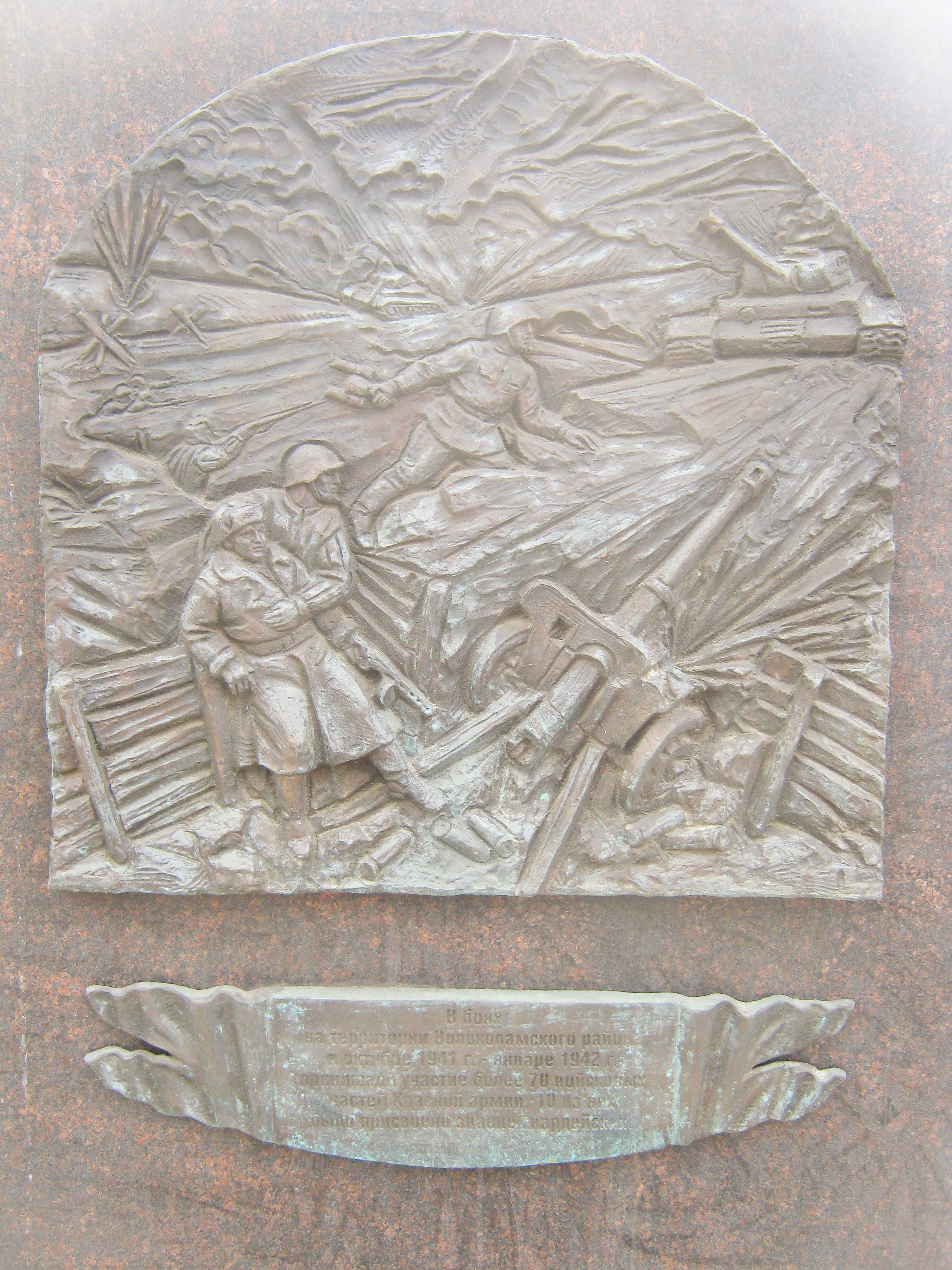
Бои 1941-1942 годов на Волоколамском направлении в Великую Отечественную войну
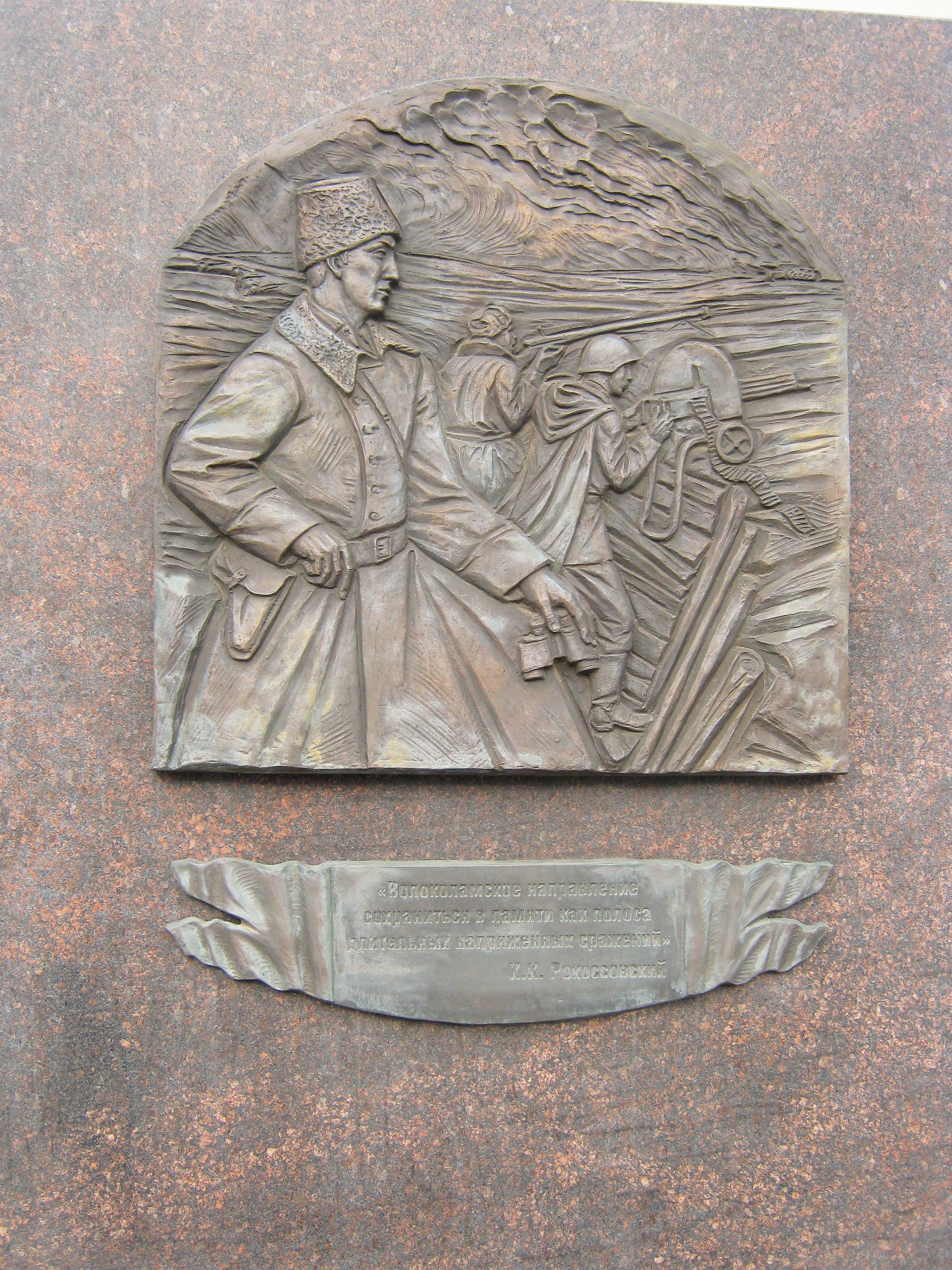
К. К. Рокоссовский на Волоколамском направлении
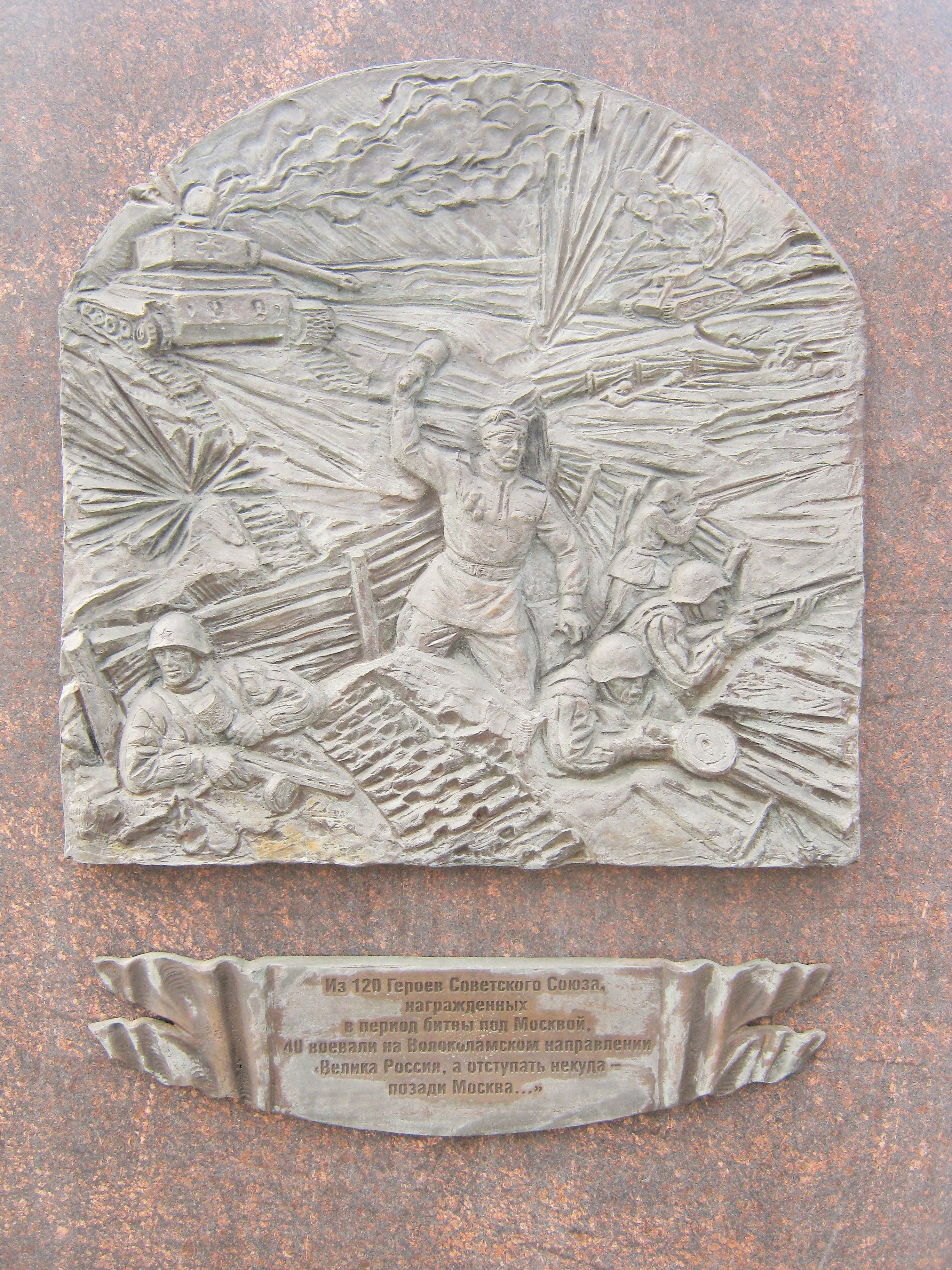
Герои Советского Союза в битве под Москвой в годы Великой Отечественной войны
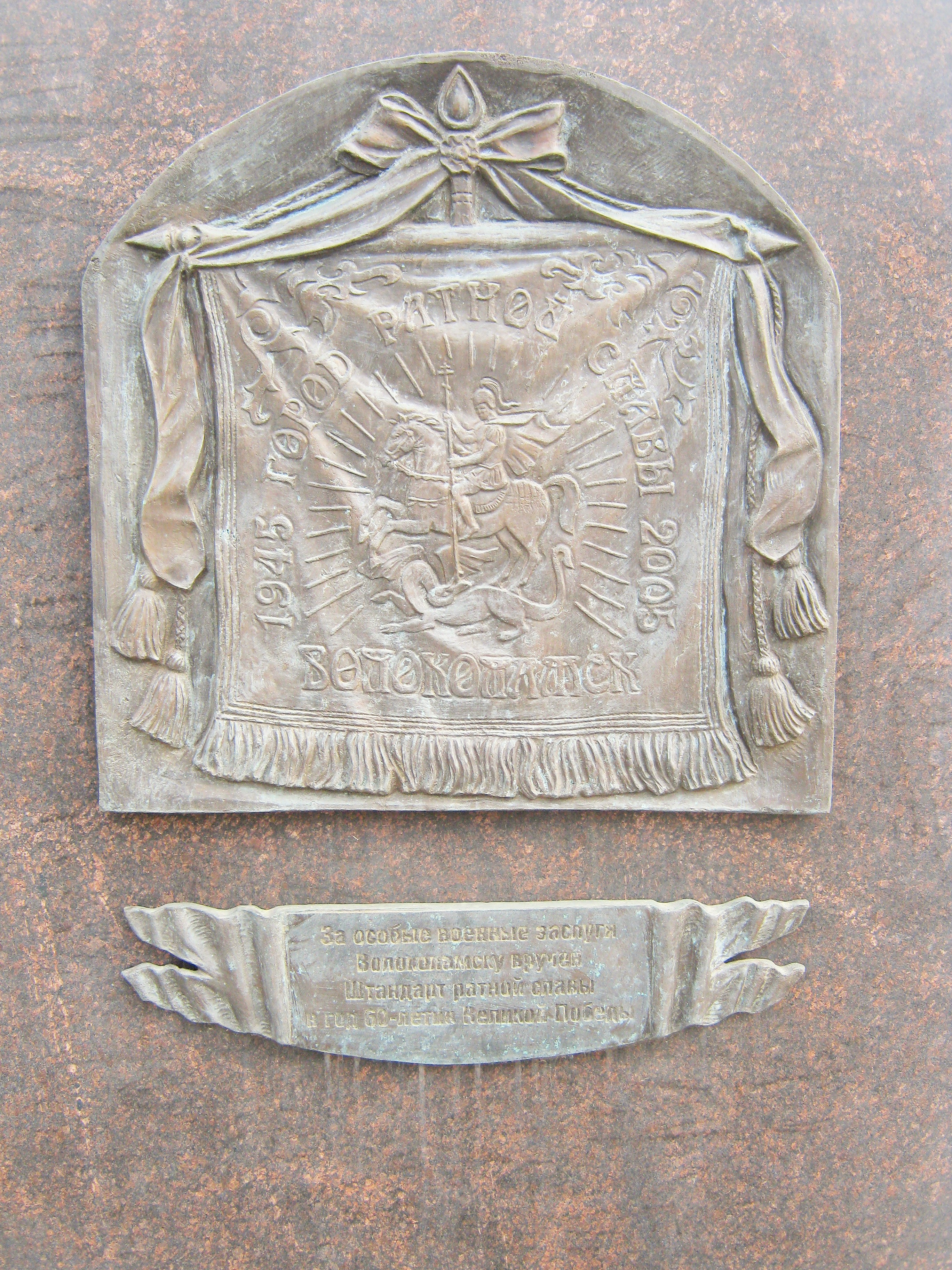
Вручение городу Штандарта ратной славы в 2005 году